# Grammy Award for Best Polka Album

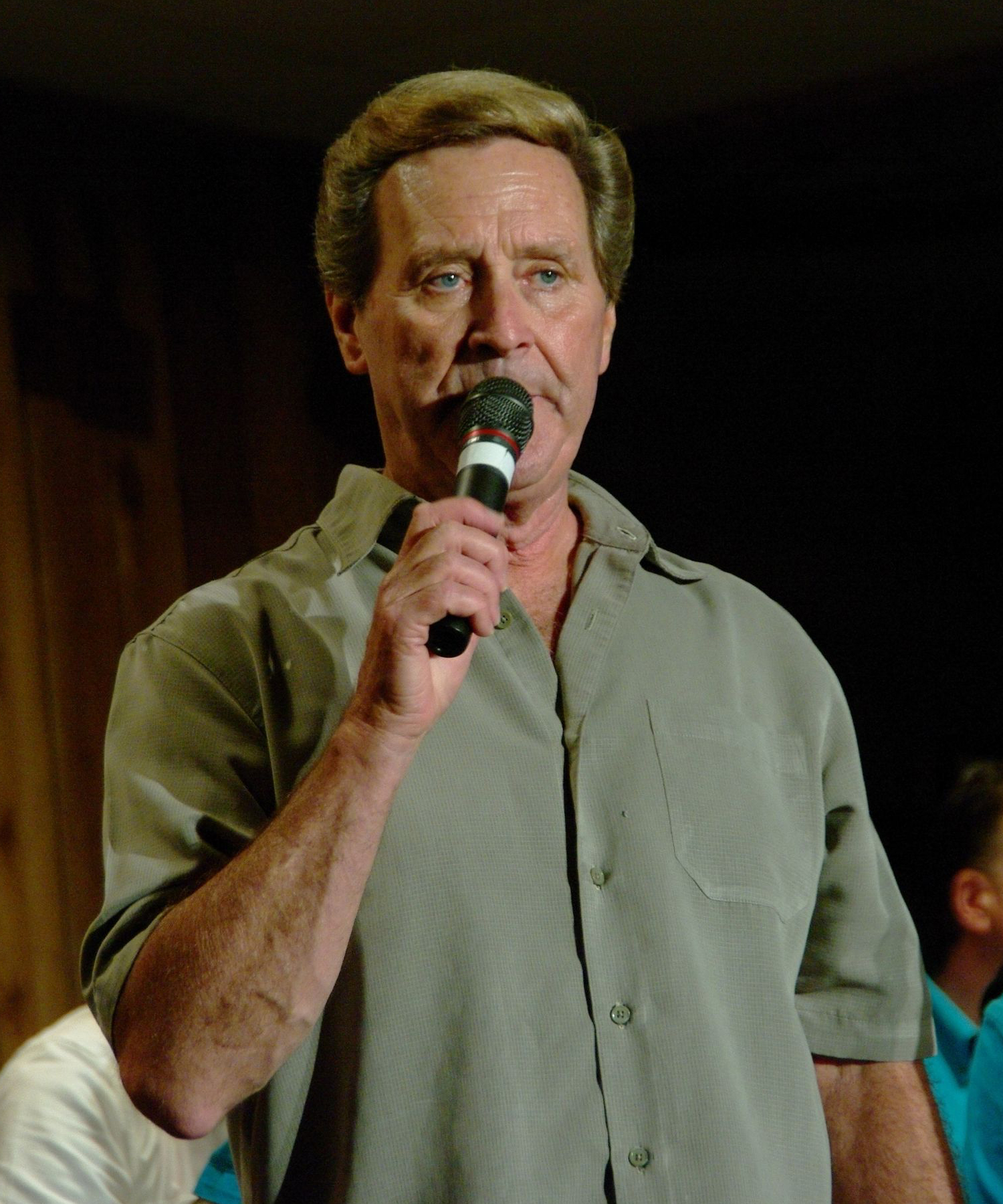
Jimmy Sturr hat den Grammy Award for Best Polka Album insgesamt achtzehn Mal gewonnen

Der Grammy Award for Best Polka Album, auf Deutsch „Grammy-Auszeichnung für das beste Polka-Album“, ist ein Musikpreis, der von 1986 bis 2009 von der amerikanischen Recording Academy verliehen wurde.

## Geschichte und Hintergrund
Die seit 1959 verliehenen Grammy Awards werden jährlich in zahlreichen Kategorien von der Recording Academy in den Vereinigten Staaten vergeben, um künstlerische Leistung, technische Kompetenz und hervorragende Gesamtleistung ohne Rücksicht auf die Album-Verkäufe oder Chart-Position zu würdigen.
Eine dieser Kategorien war der Grammy Award for Best Polka Album. Der Preis wurde von 1986 bis 2009 vergeben. Ursprünglich als Grammy Award for Best Polka Recording bezeichnet, wurde der Preis erstmals an Frankie Yankovic verliehen. Zuvor waren Polka-Aufnahmen in der Kategorie Folkmusik platziert worden. Im Jahr 1992 wurde der Name der Kategorie in Grammy Award for Best Polka Album geändert. Zu den Preisträgern gehörten ab 2001 neben den Künstlern auch die mit der nominierten Arbeit verbundenen Produzenten und Toningenieure. 2009 wurde die Preiskategorie durch die Recording Academy zurückgezogen.
Jimmy Sturr hält den Rekord für die meisten Siege in dieser Kategorie mit insgesamt achtzehn (davon sechs als Bandleader der Gruppe, die als Jimmy Sturr and His Orchestra bekannt ist). Jimmy Sturr hält auch den Rekord für die meisten aufeinander folgenden Grammy-Siege. Walter Ostanek erhielt die Auszeichnung dreimal hintereinander und die Band Brave Combo wurde zweimal mit der Auszeichnung ausgezeichnet.

## Gewinner und Nominierte
| Jahr | Gewinner                      | Nationalität       | Werk                               | Nominierte | Bild des/der Gewinner(s) |
| ---- | ----------------------------- | ------------------ | ---------------------------------- | --- | --- |
| 1986 | Frankie Yankovic              | Vereinigte Staaten | 70 Years of Hits                   | - Brass Release – Brass with Class - Eddie Blazonczyk’s Versatones – Polka Fireworks - Lenny Gomulka and the Chicago Push – Simply Polkamentary - Li’l Wally and Orchestra – Polskie Czucie, Polish Feelings                                                                        | |
| 1987 | Jimmy Sturr and His Orchestra | Vereinigte Staaten | I Remember Warsaw                  | - Frankie Yankovic – America’s Favorites | |
| 1987 | Eddie Blazonczyk’s Versatones | Vereinigte Staaten | Another Polka Celebration          | - Frankie Yankovic – America’s Favorites | |
| 1988 | Jimmy Sturr                   | Vereinigte Staaten | A Polka Just for Me                | - Eddie Blazonczyk’s Versatones – Let's Celebrate Again - Lenny Gomulka und Dick Pillar – In Polka Unity - Walt Groller – It’s Polkamatic - Kryger Brothers – Polka Mania | |
| 1989 | Jimmy Sturr                   | Vereinigte Staaten | Born to Polka                      | - Jimmy Weber and the Sounds – Sounds from a Polka Party - Lenny Gomulka’s Chicago Push – Join the Polka Generation - Stas Bulanda’s Average Polka Band – Let’s Have a Party - Walter Ostanek and His Band – All Aboard It’s Polka Time                                             | |
| 1990 | Jimmy Sturr                   | Vereinigte Staaten | All in My Love for You             | - Gene Mendalski and the G-Men – Moldie Oldie Golden Goodies - Gordon Hartmann – Polkaholic - Penn Ohio Polka Pals – Penn Ohio Polka Pals Souvenir Edition - Walter Ostanek and His Band – Any Time is Polka Time                                                                   | |
| 1991 | Jimmy Sturr                   | Vereinigte Staaten | When It’s Polka Time at Your House | - Eddie Blazonczyk’s Versatones – Everybody Polka - Jimmy Weber and the Sounds – Sounds from the Heart - Polka Family Band – Fiddle Faddle - Toledo Polkamotion – Grand Illusion | |
| 1992 | Jimmy Sturr                   | Vereinigte Staaten | Live at Gilley’s!                  | - Eddie Blazonczyk’s Versatones – All Around the World - Walter Ostanek – A Wonderful World of Polkas and Waltzs - Polka Family Band – We Are Family - The Dynatones – When the Band Plays a Polka                                                                                  | |
| 1993 | Walter Ostanek and His Band   | Kanada             | 35th Anniversary                   | - Dick Tady Orchestra – Happy Polka Days - Eddie Blazonczyk’s Versatones – All American Country Flavored Polkas - Lenny Gomulka and the Chicago Push – Where Were You Back Then? - Jimmy Sturr – Sturr-It-Up                                                                        | |
| 1994 | Walter Ostanek and His Band   | Kanada             | Accordionally Yours                | - Eddie Blazonczyk’s Versatones – A New Batch of Polkas - Jimmy Sturr and His Orchestra – Saturday Night Polka - Lenny Gomulka and the Chicago Push – Most Requested Hits - Polka Family Band – Polka Music Fan                                                                     | |
| 1995 | Walter Ostanek an His Band    | Kanada             | Music and Friends                  | - Eddie Blazonczyk’s Versatones – Always... Forever... and a Day - Happy Louie and Julcia’s Polka Band – Your Polka Sweethearts - Jimmy Sturr and His Orchestra and Johnny Karas – Polka Your Troubles Away - Jan Lewan – Jan Lewan and His Orchestra                               | |
| 1996 | Jimmy Sturr                   | Vereinigte Staaten | I Love to Polka                    | - Brave Combo – Polkas for a Gloomy World - Eddie Blazonczyk’s Versatones – Better Than Ever - Lenny Gomulka and Chicago Push – For Old Times Sake - Walter Ostanek – Happiness is Polkas and Waltzes                                                                               | |
| 1997 | Jimmy Sturr                   | Vereinigte Staaten | Polka! All Night Long              | - Eddie Blazonczyk’s Versatones – Music, Music, Music! - Lenny Gomulka and Chicago Push – Irresistible You - Walter Ostanek and Friends – Putting It All To-Gether - Frankie Yankovic and Friends – Songs of the Polka King, Volume 1                                               | |
| 1998 | Jimmy Sturr                   | Vereinigte Staaten | Living on Polka Time               | - Lenny Gomulka and the Chicago Push – Home Is Where the Heart Is - John Gora and Gorale – Duty Free Polkas - Walter Ostanek – Moments to Remember - Frankie Yankovic and Friends – Songs of the Polka King                                                                         | |
| 1999 | Jimmy Sturr and His Orchestra | Vereinigte Staaten | Dance with Me                      | - Brave Combo – Polka Party with Brave Combo: Live and Wild! - Del Sinchak Band – Let the Sunshine In - Lenny Gomulka and Chicago Push – Push It to the Limit - Walter Ostanek – Memories                                                                                           | |
| 2000 | Brave Combo                   | Vereinigte Staaten | Polkasonic                         | - Eddie Blazonczyk’s Versatones – Smokin’ Polkas - John Gora and Gorale – Follow Me - Jimmy Sturr and His Orchestra – Polkapalooza - Walter Ostanek – Yearning for Polkas and Waltzes                                                                                               | Four people on a stage; from left to right, they are playing a keyboard, a trumpet, a drum set, a guitar, and a saxophone. In the background are various signs, and on the stage are microphone stands and other audio equipment. |
| 2001 | Jimmy Sturr                   | Vereinigte Staaten | Touched by a Polka                 | - Eddie Blazonczyk’s Versatones – Another Day at the Office - Lenny Gomulka and Chicago Push – Mi Lenny Um - LynnMarie – SqueezeBox - Walter Ostanek – Let's Dance! | |
| 2002 | Jimmy Sturr                   | Vereinigte Staaten | Gone Polka                         | - Brave Combo – Kick-Ass Polkas - Eddie Blazonczyk’s Versatones – Live and Kickin’ - Lenny Gomulka and Chicago Push – Lenny Live - Walter Ostanek and His Band – Happy Times | |
| 2003 | Jimmy Sturr                   | Vereinigte Staaten | Top of the World                   | - Eddie Blazonczyk’s Versatones – My Father’s Shoes - Jerry Darlak and the Touch – Let the Good Times Roll - LynnMarie – The Polka Record - Walter Ostanek and His Band – Good Time Polkas and Waltzes                                                                              | |
| 2004 | Jimmy Sturr                   | Vereinigte Staaten | Let’s Polka ’Round                 | - Dennis Polisky and the Maestro’s Men – Strike Up the Band - Eddie Blazonczyk’s Versatones – Versalicious! - Jerry Darlak and the Touch – Polkas in Black and White - LynnMarie – LynnMarie and the Boxhounds - Walter Ostanek and Bob Kravos – Just for You                       | |
| 2005 | Brave Combo                   | Vereinigte Staaten | Let’s Kiss: 25th Anniversary Album | - Eddie Blazonczyk’s Versatones – Highways & Dancehalls - John Gora and Gorale – Pangora’s Box - Henny and the Versa J’s – Come on Over - Walter Ostanek und Gaylord Klancnik – Polkas United                                                                                       | Four people on a stage; from left to right, they are playing a keyboard, a trumpet, a drum set, a guitar, and a saxophone. In the background are various signs, and on the stage are microphone stands and other audio equipment. |
| 2006 | Jimmy Sturr and His Orchestra | Vereinigte Staaten | Shake, Rattle and Polka!           | - Del Sinchak Band – Polka Pizzazz - Eddie Blazonczyk’s Versatones – Under the Influence - Walter Ostanek und Ron Sluga – Time Out for Polkas and Waltzes - Kevin Solecki – Solecktions                                                                                             | |
| 2007 | Jimmy Sturr and His Orchestra | Vereinigte Staaten | Polka in Paradise                  | - Eddie Blazonczyk’s Versatones – Batteries Not Included - Lenny Gomulka and Chicago Push – As Sweet as Candy - LynnMarie and the Boxhounds – Party Dress - Walter Ostanek und Fred Ziwich – Good Friends Good Music                                                                | |
| 2008 | Jimmy Sturr and His Orchestra | Vereinigte Staaten | Come Share the Wine                | - Brave Combo – Polka’s Revenge - John Gora and Gorale – Bulletproof Polkas - Bubba Hernandez and Alex Meixner – Polka Freak Out - Walter Ostanek and His Band und Brian Sklar and the Western Senators – Dueling Polkas                                                            | |
| 2009 | Jimmy Sturr and His Orchestra | Vereinigte Staaten | Let the Whole World Sing           | - Paulino Bernal – El Maestro del Acordeón y Sus Polkas - LynnMarie und Charlie Kelley as the Boxhounds – Speechless - Walter Ostanek and His Band, Jerry Darlak and The Touch und Bob Kravos and His Band – Back to Back Hall of Fame Polkas - Polka Family Band – Hungry for More | |